# Holophryxus acanthephyrae
Holophryxus acanthephyrae là một loài chân đều trong họ Dajidae. Loài này được Stephensen miêu tả khoa học năm 1913.